# Lafage-sur-Sombre
Lafage-sur-Sombre este o comună în departamentul Corrèze din centrul Franței. În 2009 avea o populație de 118 de locuitori.

## Evoluția populației
| An        | 1975 | 1982 | 1990 | 1999 | 2006 | 2009 |
| --------- | ---- | ---- | ---- | ---- | ---- | ---- |
| Populație | 158  | 162  | 159  | 116  | 122  | 118  |